# 隔熱罩岩
1°54′S 354°30′E / 1.9°S 354.5°E

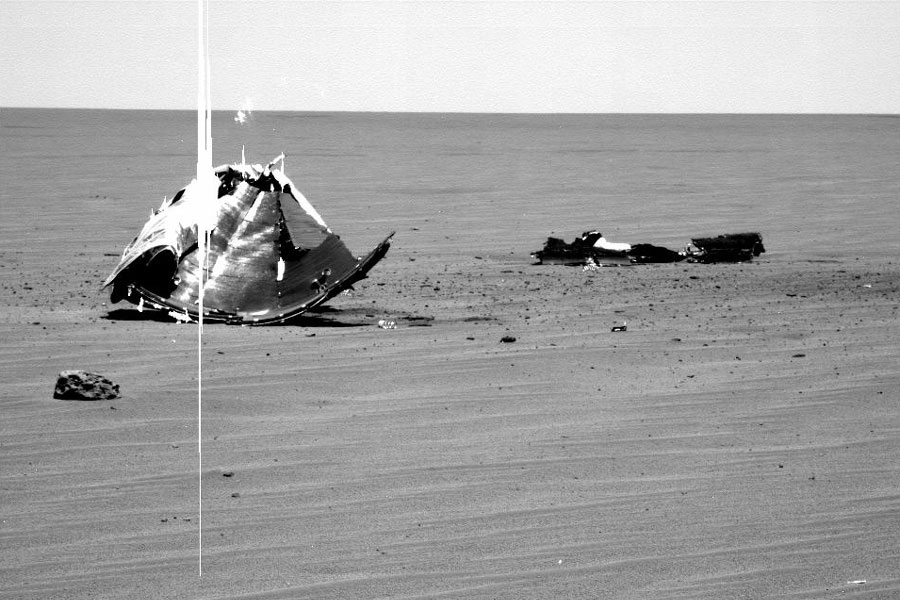
隔熱罩和在左邊的隔熱罩岩

隔熱罩岩是機會號於2005年1月在火星上發現的一顆籃球大小的鐵鎳隕石。在2005年10月，這顆隕石由火星學會正式命名為子午線平原隕石 (隕石總是以發現所在地的地點來命名)。

## 發現
機會號完全是在偶然中發現這顆隕石，因為就在被自己丟棄的隔熱罩附近 (因而得名)，而機會號在離開坚忍撞击坑之後被送去檢查隔熱罩。這是在另一個星球上發現的第一顆隕石，也是在地球之外的太陽系中發現的第三顆隕石。另外兩顆是在月球發現的主教坑隕石 (Bench Crater meteorite) 和哈德利溝隕石  (Hadley Rille meteorite)。
在小型熱輻射光譜儀分光計的分析下，這顆岩石首度表現出它的不尋常，它呈現出與反射自天空的紅外線非常不同的光譜。然後，在現場使用APXS測量它的組成，顯示是由93%鐵、7%鎳和微量的鍺 （~ 300 ppm） 和鎵 (< 100 ppm) 組成的。穆斯堡爾光譜儀顯示主要的金屬成分是鐵，確認其身分是由5-7%鎳，包含錐紋石組成的鐵鎳隕石。這是本質上與地球上發現的典型IAB鐵隕石相同。這塊岩石的表面顯示出氣印 (regmaglypts) 或隕石在經過大氣層因燒蝕而產生的凹陷，是隕石的特徵。
沒有企圖使用岩石钻磨工具來鑽探進入隕石的內部，因為在地球上對鐵隕石的測試顯示會損壞火星車上鑽探工具的鑽頭。RAT是設計來鑽探一般的岩石，而不是鐵鎳合金。子午線高原，火星上發現這顆隕石的部分，被懷疑已經被厚達1公里的後來侵蝕物質附蓋著。這意味著這顆隕石原本可能有個隕石坑，但是經過數百萬年甚至數十億年的侵蝕，這個坑的證據已經消失了。無論何種情況，這顆隕石沒有鏽蝕的現象。它顯示出一些風化的跡象，但在對火星的環境缺乏詳細了解的情況下，很難推斷出他是何時，或是最近才墜落下來的。
隨著隔熱罩岩被鑒定為隕石之後，精神號也確認了兩顆鎳鐵隕石 (非官方的名稱是"艾倫山 (Allan Hills)"和"中山 (Zhong Shan)")，還有幾顆火星石隕石的候選者。
請注意"火星隕石 (Martian meteorite)"這個名詞通常有著完全不同的意義：在地球上被認為自來自火星的隕石，最著名的例子是地球上的ALH84001。

## 圖集

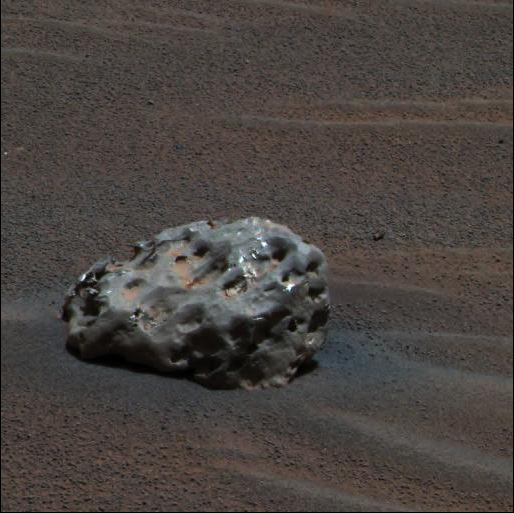
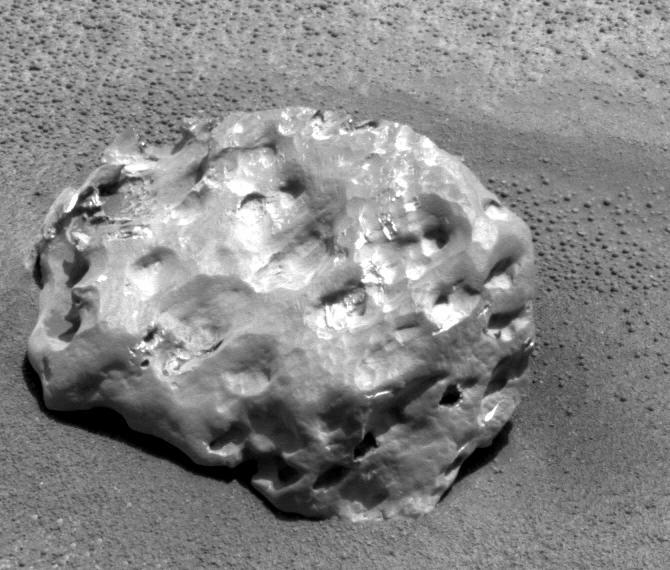
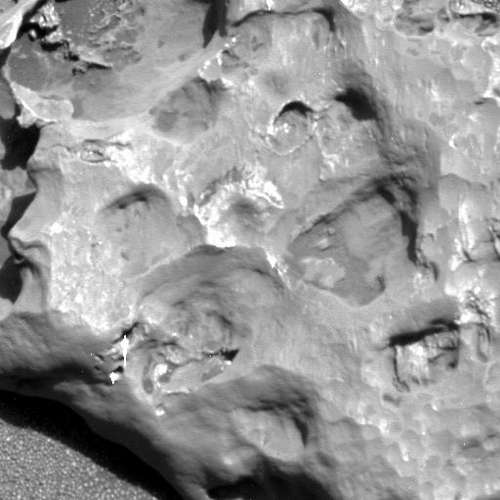
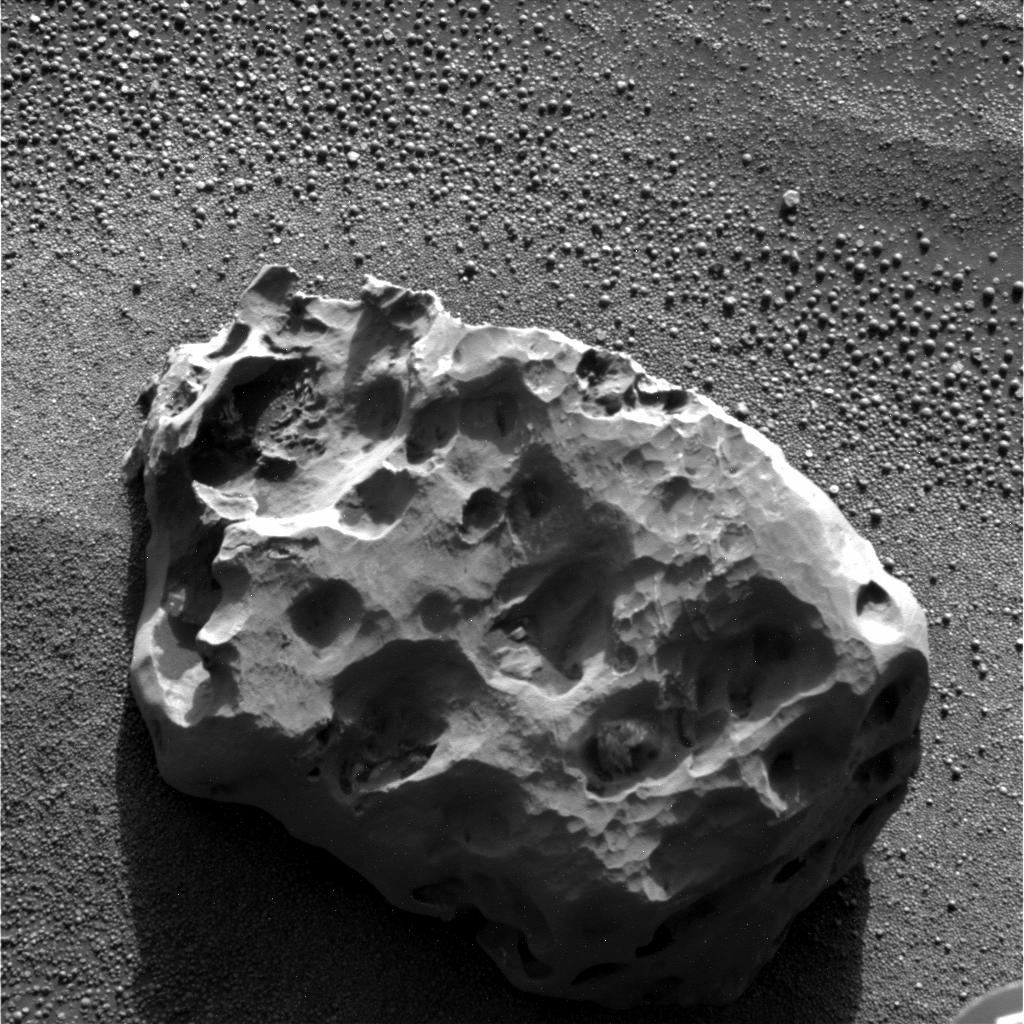
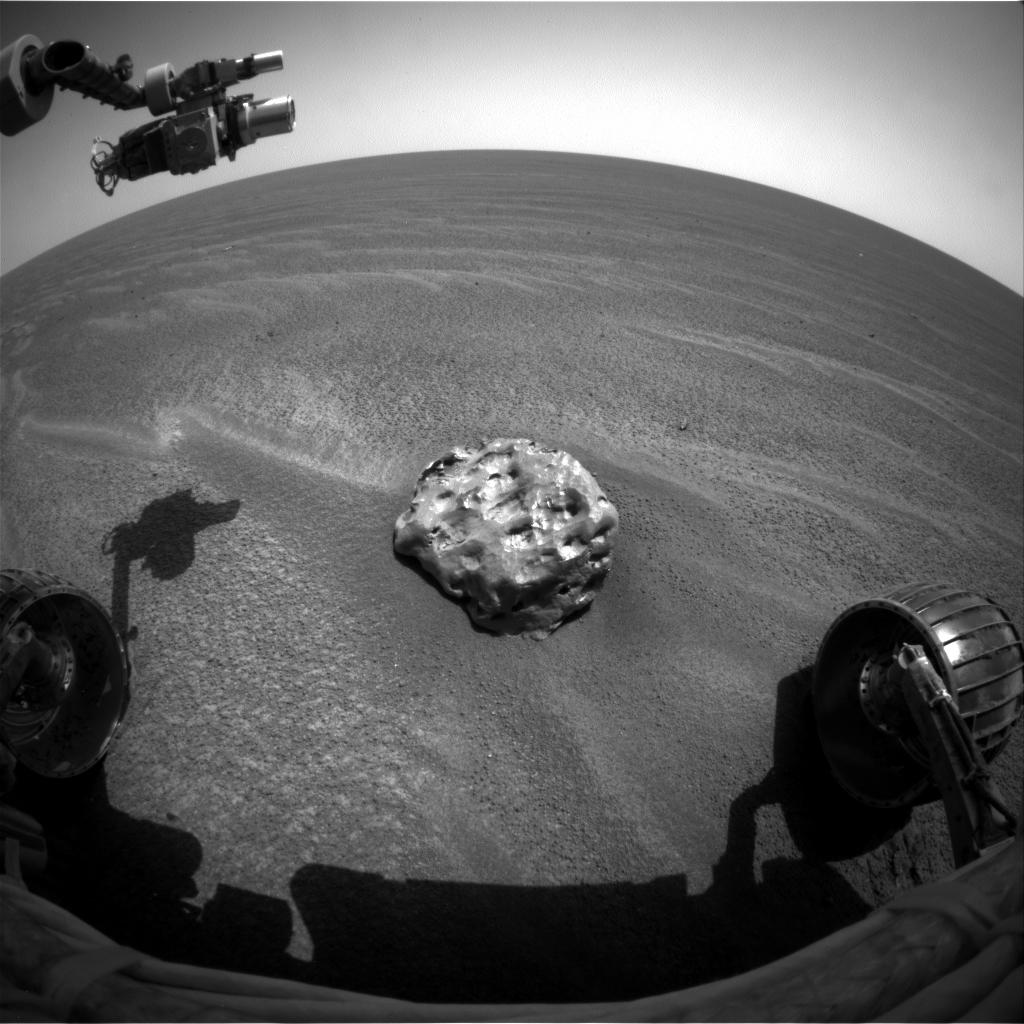
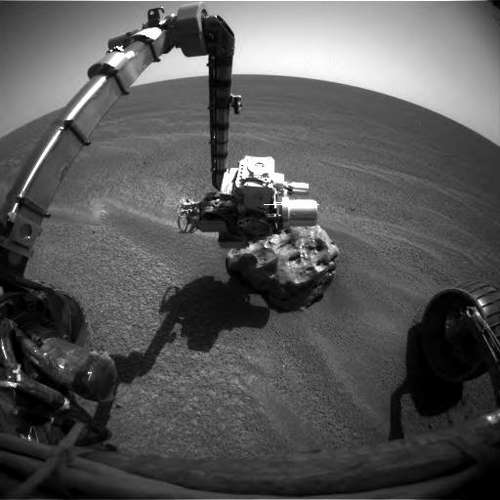
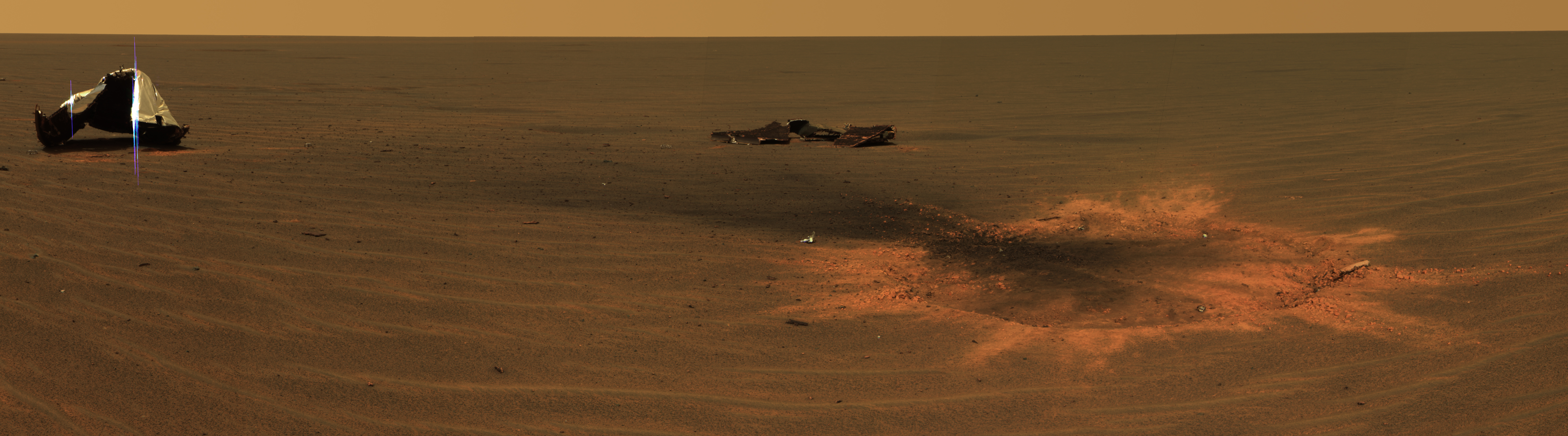
隔熱罩岩附近的地區，包括隔熱罩撞擊生成的坑洞

## 外部連結
- Nasa's Mars Exploration Program
- NASA announcement （页面存档备份，存于）
- NAA Opportunity Archive: sol-by-sol account of the program and the discovery of Heat Shield Rock（页面存档备份，存于）
- JPL meteorite image （页面存档备份，存于）
- JPL Photojournal entry on meteorite （页面存档备份，存于）
- Sky & Telescope article Archive.today的存檔，存档日期2013-01-05
- Space.com article （页面存档备份，存于）
- Article in Meteoritical Bulletin （页面存档备份，存于）
- Official Mars Rovers site （页面存档备份，存于）
- Meteorites Found on Mars （页面存档备份，存于） Planetary Science Research Discoveries article.